# 井上みよ
井上 みよ（いのうえ みよ、1964年7月23日 - ）は、神奈川県川崎市出身のDJ、ラジオパーソナリティ。

## 人物
- 出典
- 本名は井上喜美代（いのうえ きみよ）
- 血液型はB型。身長161cm、体重46kg。
- カリタス女子短期大学仏語学科卒業。
- 趣味：音楽鑑賞、映画鑑賞、散歩
- 受賞歴：NHK衛星放送のキャスターとして局長賞受賞、2001年「荒川強啓 デイ・キャッチ!」ゴールデンマイク賞受賞
- 資格：2006年2月「ホスピタリティー・トータル・セラピスト」、「普通自動車免許」、「医療事務2級」、「メディカルクラーク2級」、「ケアークラーク3級」
- 2009年、製薬会社勤務の男性と結婚。

## 出演
全て過去。

### テレビ
- ウェザー・ショー （TBS、ウェザーガール、1985年　当時は「井上きみよ」）
- 奥様TVジョッキー （テレビ東京、リポーター、1986年）
- 日本大通り情報 （テレビ神奈川、司会、1987年）
- シティー・インフォメーション（NHK BS1）
- BEAT'89（NHK BS1）
- 東京発・熱視線（NHK BS1）
- 東京発エンターテインメントニュース（NHK BS1）
- もっと過激にパラダイス（NHK BS2）
- 王様のブランチ （TBS系列、ナレーション、1995年〜2001年）
- 銀幕人・ムービーゴア （日本テレビ、ナレーション、1991年）

### ラジオ
- 荒川強啓 デイ・キャッチ! （TBSラジオ、初代アシスタント、1995年4月〜2001年3月）
- シェーキーズ・テイスト・オブ・アメリカ （TOKYO FM、パーソナリティ、1995年）
- JAPAN RENTAL LEAGUE HOT30 （bayfm、パーソナリティ、1995年）
- ラバーズモーメント（bayfm、パーソナリティ、1994年）
- パワー・スマッシュ・ジャパン （bayfm、パーソナリティ、1993年）
- TOYOTA SUPER COUNTDOWN 50 （文化放送、パーソナリティ、1990年10月14日-1994年4月3日）
- ショウアップナイター・プレーボール （ニッポン放送、パーソナリティ、1990年）
- はた金のオリコン・ザ・ビッグヒット （ニッポン放送、パーソナリティ、1989年）
- ラジオでワッショイ大繁盛 （文化放送、パーソナリティ、1987年）
- スーパー電リクサンデーヒットパラダイス （ニッポン放送、パーソナリティ、1987年）
- エキスプレス・ギャルズ・カンパニー （ラジオ日本、パーソナリティ、1982年）
- 稲垣潤一のThis Is FUNHOUSE （東海ラジオ、パーソナリティ、1982年）
- FMラジオショッピング （JFN、毎週月曜日・金曜日担当キャスター）
- フレッシュモーニングかわさき（かわさきFM、毎週木曜日パーソナリティ）
- VINTAGE MUSIC （JFN、毎週土曜日パーソナリティ）
- かわさきタウンエクスプレス （ラジオ日本、毎週金曜日パーソナリティー）
- 関東キー局のAM、FM全局で番組を持ち、パーソナリティーとして喋った人は、未だに彼女しかいないと言われている

### その他
- 雑誌「クロール」で劇団紹介コーナーを担当。芝居稽古から、本番初日を迎える迄を追っかけ取材。劇団☆新感線、東京サンシャインボーイズ、カクスコ等を取材。
- 洋楽CDのラブバラード三部作のライナーノーツも手掛けている。
- 映画出演としては、『極道の妻たちII』で暴力団抗争のニュースをテレビのブラウン管の中で伝えるニュースキャスター役で出演している。
- 東京国際映画祭のNHK衛星放送特別番組の司会や日本映画批評家大賞の司会など映画祭の司会も長年つとめた。